# ديفيد بينغهام
ديفيد بينغهام (بالإنجليزية: David Bingham)‏ (3 سبتمبر 1970 في المملكة المتحدة - ) هو لاعب كرة قدم بريطاني في مركز الهجوم. لعب مع دونفرملين أثلتيك وسانت جونستون وكوين أوف ساوث ونادي إنفرنيس ونادي ستيرلينغ ألبيون وفورفار أثلتيك ‏ ونادي كاودينبيث لكرة القدم وGretna F.C. ‏ ونادي ليفينغستون لكرة القدم.

## وصلات خارجية
- ديفيد بينغهام على موقع قاعدة بيانات كرة القدم.إي يو (الإنجليزية)
- ديفيد بينغهام على موقع Soccerbase.com (لاعب) (الإنجليزية)
- ديفيد بينغهام على موقع عالم كرة القدم.نت (الإنجليزية)